# Vital Sánchez
Vital Sánchez Fernández; político chileno, nació en Santiago, el 19 de marzo de 1877. Falleció en Concepción, el 11 de diciembre de 1941. Hijo de Pedro María Sánchez y doña Emperatriz Fernández. 
Educado en el Instituto Nacional y en la Universidad de Chile, donde se graduó de ingeniero civil. Se radicó en Valparaíso, donde se dedicó a su profesión en el servicio de obras hidráulicas del puerto.
Se dedicó pronto a la política, ingresando a las filas del Partido Radical, por el cual fue elegido Diputado en 1912, por Valparaíso y Casablanca. Reelegido solo por un periodo consecutivo (1915-1918), integró la Comisión permanente de Presupuesto y la de Educación y Beneficencia.